# Arnoldus van de Moosdijk
Arnoldus van de Moosdijk (Eindhoven, 14 maart 1773 - Eindhoven, 24 oktober 1846) is een voormalig burgemeester van de Nederlandse stad Eindhoven. 
Van de Moosdijk werd geboren als zoon van burgemeester Hubertus van de Moosdijk en Egidia Johanna Donckers. Hij was in Eindhoven gecommitteerde in 1809, raadslid in 1810 en van  1812 tot 1819, en tussen 1819 en 1824 een van de drie burgemeesters. Van 1824 tot 1832 was hij wethouder, vervolgens burgemeester van 1832 tot 1846. Tijdens zijn burgemeesterschap werd het door hem bepleitte Eindhovens Kanaal aangelegd.
Hij trouwde op 16 oktober 1808 in Woensel met Johanna Judoca Spoorenberg, dochter van Nicolaas Spoorenberg en Hendrina Manders, en stierf, als ridder in de  Orde van de Nederlandse Leeuw, op 24 oktober 1846 te Eindhoven, 4 dagen voor de feestelijke opening van het Eindhovens kanaal.